# Каменнолавский сельсовет
Каменнолавский сельсовет (бел. Каменналаўскі сельсавет; до 2013 года Каменно-Лавский сельсовет) — административная единица на территории Шкловского района Могилёвской области Белоруссии. Административный центр — деревня Каменные Лавы. Население сельсовета — 1606 человек (2009).

## Состав
Каменнолавский сельсовет включает 27 населённых пунктов:
- Аврамовка — посёлок.
- Барсуки — деревня.
- Большая Комаровка — деревня.
- Большая Мухоморовщина — деревня.
- Большой Михайлов — деревня.
- Бушляки — деревня.
- Добрейка — агрогородок.
- Защита — деревня.
- Каменные Лавы — деревня.
- Комаровка — деревня.
- Красный Луч — посёлок.
- Литовск — деревня.
- Лотва — деревня.
- Малый Михайлов — деревня.
- Моисеенки — деревня.
- Моховое — деревня.
- Николаевка-1 — деревня.
- Новая Водва — деревня.
- Новое Высокое — деревня.
- Новые Комсиничи — деревня.
- Савеленки — деревня.
- Станция Лотва — посёлок.
- Старая Водва — деревня.
- Старое Высокое — деревня.
- Требушки — деревня.
- Цвырково — деревня.
- Церковище — деревня.